# ليون بيرنبوم
ليون بيرنبوم (بالرومانية: Leon Birnbaum)‏ هو فيلسوف ورياضياتي روماني، ولد في 18 يونيو 1918، وتوفي في 2010.